# Fred Jackson (Footballspieler)
Frederick George Jackson (* 20. Februar 1981) ist ein ehemaliger US-amerikanischer American-Football-Spieler auf der Position des Runningbacks. Zuletzt spielte er auf der Position des Runningback für die Seattle Seahawks in der National Football League (NFL).

## NFL

### Sioux City Bandits
Nachdem Jackson in der NFL nicht Fuß fassen konnte, begann er 2004 für die Sioux City Bandits zu spielen. Dort spielte er eine Saison und der National Indoor Football League (2004) und eine weitere in der United Indoor Football (2005). 2005 wurde er zum Co-MVP  der United Indoor Football gewählt.

### Rhein Fire
Jackson spielte 2006 in der NFL Europa für Rhein Fire, bei denen er mit 731 Yards die meisten des Teams erlief.

### Buffalo Bills
Jackson wurde 2006 zum Training Camp der Buffalo Bills vom General Manager der Bills, Marv Levy, ebenfalls Absolvent des Coe College, eingeladen. Dort konnte er überzeugen und wurde in den Kader aufgenommen. Vor der Saison 2009 verlängerten die Bills den Vertrag mit Jackson um vier Jahre.
2009 konnte er in Woche 12 zum ersten Mal in seiner Karriere mehr als 1.000 Yards in einer Saison erlaufen. Jackson hatte auch 1.014 Kickoff-Return-Yards, wodurch er zum ersten Spieler in der Geschichte der NFL wurde, der in einer Saison mehr als 1.000 Yards erlief und mehr als 1000 Kickoff-Return-Yards hatte.
Am 5. Mai 2012 verlängerten die Bills Jacksons Vertrag um  zwei Jahre. Am 31. August 2015 entließen die Bills Jackson.

### Seattle Seahawks
Am 7. September 2015 verpflichteten die Seattle Seahawks Jackson für eine Spielzeit. Mit den Seattle Seahawks gelang Jackson 2015 erstmals eine Play-off-Teilnahme, womit er einen Rekord aufstellte, indem er der älteste Play-off-Debütant auf der Position des Runningbacks der NFL-Geschichte ist (34 Jahre).

### Rücktritt
Im April 2018 unterzeichnete er einen Ein-Tages-Vertrag um offiziell als Buffalo-Bills-Spieler vom Profifootball zurückzutreten.

## In den Medien
Jackson hatte in den letzten zwischen 2012 und 2014 eine eigene Fernsehshow beim Sender WBBZ-TV. Die The Fred Jackson Show lief Montags während der Footballsaison.